# Steinsel

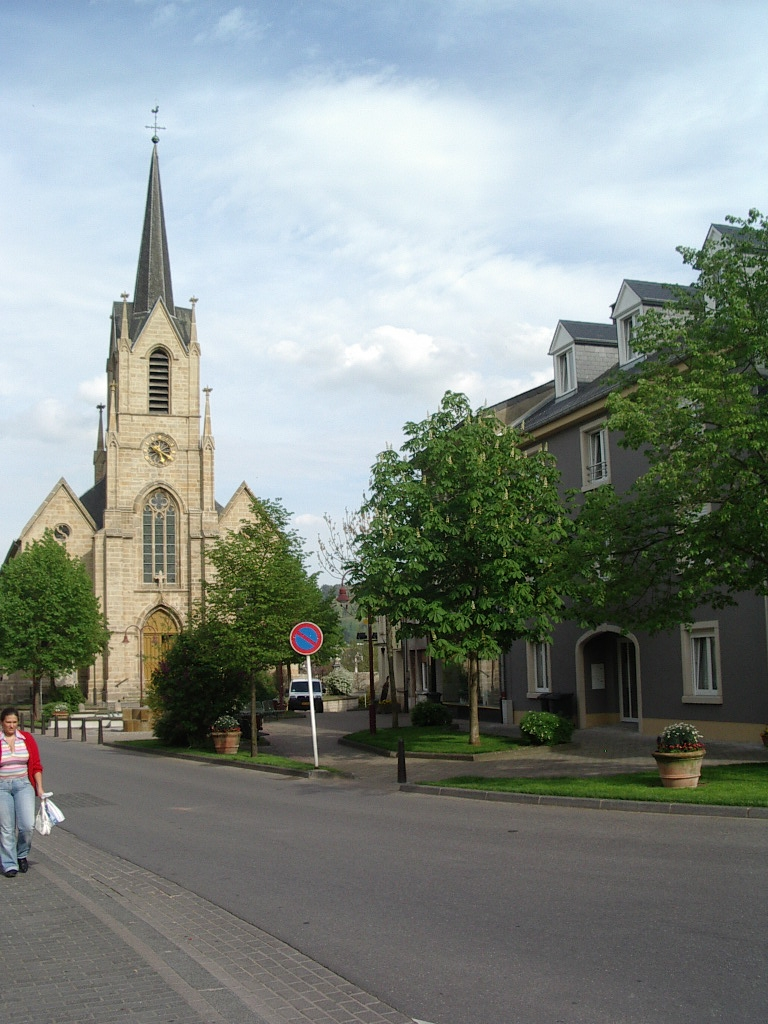
Kościół w Steinsel

Steinsel (lb. Steesel) − miejscowość i gmina (gemeng / commune / Gemeinde) w południowym Luksemburgu, w kantonie Luksemburg. Do 3 października 2015 gmina leżała w dystrykcie Luksemburg. Siedziba administracyjna gminy znajduje się w miejscowości Steinsel. Liczy 5539 mieszkańców (1 stycznia 2023). 

## Podział administracyjny
Do gminy należą trzy miejscowości, w tym trzy (Uertschaft) oraz żaden lieu-dit:
1. Heisdorf (Heeschdref)
2. Mullendorf (Mëlleref / Müllendorf)
3. Steinsel (Steesel)

## Współpraca
Miejscowość partnerska:
- Pacé, Francja